# Vyvolený (Strážci času)
Vyvolený je první díl knižní trilogie Strážci času australské autorky Marianne Curleyové, který leží na hranici mezi žánry sci-fi a fantasy.

## Umístění
Příběh se odehrává v Angel Falls, které je umístěno nad starobylým městem Veridian. Angel Falls je malé fiktivní město umístěno u australského Bushe. Z popisu střední školy vyplývá, že město je podprůměrné.
Příběh se odehrává v současnosti, nebo v době blízké. Části příběhu se odehrávají v minulosti, v různých dobách a na různých místech. Například jedna z prvních výprav, které se účastní Isabela s Ethanem je středověká Anglie.

## Příběh
Stejně jako u všech knih Strážci času, prolog je napsán ve třetí osobě, přičemž všechny kapitoly jsou psány v první osobě v přepínání úhlů pohledu mezi dvěma vypravěči. Dva vypravěči jsou Ethan a Isabela.